# Lista över fornlämningar i Nyköpings kommun
Lista över fornlämningar i Nyköpings kommun är en förteckning av ett urval av de fornlämningar som finns i Nyköpings kommun.

## Bergshammar
Se Lista över fornlämningar i Nyköpings kommun (Bergshammar)

## Bogsta
Se Lista över fornlämningar i Nyköpings kommun (Bogsta)

## Bälinge
Se Lista över fornlämningar i Nyköpings kommun (Bälinge)

## Bärbo
Se Lista över fornlämningar i Nyköpings kommun (Bärbo)

## Halla
Se Lista över fornlämningar i Nyköpings kommun (Halla)

## Helgona
Se Lista över fornlämningar i Nyköpings kommun (Helgona)

## Husby-Oppunda
Se Lista över fornlämningar i Nyköpings kommun (Husby-Oppunda)

## Kila
Se Lista över fornlämningar i Nyköpings kommun (Kila)

## Lid
Se Lista över fornlämningar i Nyköpings kommun (Lid)

## Ludgo
Se Lista över fornlämningar i Nyköpings kommun (Ludgo)

## Lunda
Se Lista över fornlämningar i Nyköpings kommun (Lunda)

## Lästringe
Se Lista över fornlämningar i Nyköpings kommun (Lästringe)

## Nykyrka
Se Lista över fornlämningar i Nyköpings kommun (Nykyrka)

## Nyköping
Se Lista över fornlämningar i Nyköpings kommun (Nyköping)

## Ripsa
Se Lista över fornlämningar i Nyköpings kommun (Ripsa)

## Runtuna
Se Lista över fornlämningar i Nyköpings kommun (Runtuna)

## Råby-Rönö
Se Lista över fornlämningar i Nyköpings kommun (Råby-Rönö)

## Spelvik
Se Lista över fornlämningar i Nyköpings kommun (Spelvik)

## Stigtomta
Se Lista över fornlämningar i Nyköpings kommun (Stigtomta)

## Svärta
Se Lista över fornlämningar i Nyköpings kommun (Svärta)

## Sättersta
Se Lista över fornlämningar i Nyköpings kommun (Sättersta)

## Torsåker
| Namn          | Lämningstyp  | Tillkomsttid | Historisk indelning    | Plats | Läge                 | ID-nr          | Bild                                 |
| ------------- | ------------ | ------------ | ---------------------- | ----- | -------------------- | -------------- | ------------------------------------ |
| Torsåker 93:1 | Stensättning |              | Torsåker, Södermanland |       | 58.919490, 17.343783 | 10037600930001 | Ladda upp en bild av detta fornminne |

## Tuna
Se Lista över fornlämningar i Nyköpings kommun (Tuna)

## Tunaberg
Se Lista över fornlämningar i Nyköpings kommun (Tunaberg)

## Tystberga
Se Lista över fornlämningar i Nyköpings kommun (Tystberga)

## Vrena
Se Lista över fornlämningar i Nyköpings kommun (Vrena)